# Palo Grande (Panama)
Pour les articles homonymes, voir Palo Grande.
Palo Grande est un corregimiento situé dans le district d'Alanje, province de Chiriquí, au Panama. En 2010, la localité comptait 578 habitants.